# جرج نیدر
جرج نِـیدر (انگلیسی: George Nader؛ ‏ ۱۹ اکتبر ۱۹۲۱ – ۴ فوریهٔ ۲۰۰۲) بازیگر اهل ایالات متحده آمریکا بود.
از فیلم‌ها یا برنامه‌های تلویزیونی که وی در آن نقش داشته‌است، می‌توان به جایی در جهنم به تو خواهم داد زیر اشاره کرد.